# Yellow (Scandal-album)
A Yellow (stilizálva YELLOW) a Scandal japán pop-rock együttes hetedik stúdióalbuma, amely 2016. március 2-án jelent meg az Epic kiadásában. Az album népszerűsítése érdekében az együttes hasonló néven egy hat országot érintő nemzetközi koncertkörutat tartott. A lemezen az előző nagylemezükhöz, a 2014-ben megjelent Hello Worldhöz hasonlóan kizárólag saját szerzésű dalok szerepelnek.

## Megjelenés és promóció
Az albumot hivatalosan 2015. december 23-án, a Perfect World arénaturnéjuk Nippon Gaishi Hall-i állomásán jelentették be az akkor még ázsiai koncertkörútnak beharangozott Scandal Tour 2016: Yellow elnevezésű turné kíséretében. A lemez azért kapta a Yellow („citromsárga”) címet, mivel az első világ körüli turnéjukat, a Scandal World Tour 2015: Hello Worldöt követő időszakban, az album készítése alatt igen boldogak voltak és úgy érezték, hogy a citromsárga az a szín, ami ezt legjobban kifejezi. A kiadvány ideiglenes címe Sunny-Side volt. Az együttes tagjai a 2016-os év célkitűzésének a „rockot”, az „érett, női rockot” tették meg, amit a többi zenei stílus a háttérbe szorít Japánban. Az album 2016. március 2-án jelent meg háromféle kiadásban; a rendszeres kiadás csak egy CD-t, a korlátozott példányszámú kiadás a CD mellett egy DVD-t, míg a teljes gyártási kiadás a CD mellett egy pólót is tartalmaz. A Yellow a 2014-es Hello Worlddel ellentétben nem jelent meg vinylen. Az összes japán kiadás első nyomott példányaihoz egy sorsjegyet csomagoltak az album lemezbemutatójához, illetve a CD-változathoz ezek mellett az öt típus közül egy véletlenszerű matricát is. 2014. december 24-én a J-Wave rádióadó Goove Line Z című műsorában leadták az album Suki-Suki című dalát, majd karácsonyi ajándékként feltöltötték az együttes YouTube-csatornájára annak 122 másodperces változatát. 2016. január 1-jén a Countdown Japanen újabb dalt mutattak be az albumról Heaven na kibun (ヘブンな気分, ’Mennyei érzés’) címmel, illetve a lemez korlátozott példányszámú kiadása mellé csomagolt pólót is megmutatták. Az album borítóit, promóciós képét és számlistáját 2016. január 13-án tették közzé. 2016. február 14-én Bálint-napi ajándékként leadták a J-Wave rádióadó Tokio Hot 100 műsorában az album Love Me Do című számát. 2016. február 17-én egy a DVD-ről kivágott jelenetet töltöttek fel a zenekar Instagram-fiókjára. Egy nappal később egy hatperces videó került fel fel az együttes YouTube-csatornájára, amiben az album első hat dalát mutattatták be, melyet február 25-én követett annak második fele. Február 18-a és március 2-a között a zenekar Twitter-fiókján minden nap tömören elemezték az album egy-egy dalát. Február 28-a és március 12-e között az oszakai metró legforgalmasabb vonalán, a Midószudzsi vonalon a metrószerelvényeket, illetve február 29-e és március 13-a között az oszakai vasúti pályaudvart Scandal-reklámokkal borították be. Március 1-jén a sibujai Kitty Shop Feedback! Shop (a Feedback! az együttes saját ruházati márkája) néven újra megnyílt, az épület egyik falát sárgára festették, hogy a rajongók az album borítójához hasonló képeket készíthessenek. Nem csak az album két kislemeze, a Stamp! és a Sisters, de a Csiiszana honó, a Love Me Do és a Room No.7 is kapott videóklipet. Az albumot az Arena Plus, a Bass Magazine, a Gekkan Gigs, a Go! Go! Guitar, a Pia Clip! és a Rhythm & Drums Magazine címlapján, illetve a Rockin’ on Japan hasábjain is népszerűsítették.
Az együttes az album népszerűsítése érdekében indította a Scandal Tour 2016: Yellow nemzetközi koncertkörutat, amely során 14 országban 33 koncertet adtak.

## Kompozíció
Az albumon tizenhárom zeneszám kapott helyet, a zenekar történetében először ezek mindegyikét az együttes tagjai írták. A kiadvány első dalának a Room No.7 című instrumentális számot választották, ami a zenekar első éneksáv nélküli szerzeménye. A dal funkos, „kreatívan izgalmas”, melyet az albumhoz társuló koncertsorozatra írtak. A nyitódal eredetileg egy akusztikus darab lett volna. A Stamp! volt a lemez első kimásolt száma, mely egy derűs dal, a Scandal World Tour 2015: Hello World világ körüli turné hangulatával. Videóklipjét Guamban forgatták, így ez volt a Scandal első klipje, amit Japánon kívül vettek fel. A Love Me Do egy szerelmes dal, mely az „Élvezzük ki a jelent, ne lépjünk a következő szintre” és a „Nem a jövő, nem a múlt, hanem éppen ebben a pillanatban” kulcsmondatok köré épül fel. A „Most boldog vagy, azonban nem tudhatod mit hoz a jövő” képe is szerepel a dalszövegben. A számot az 1980-as évek amerikai popzenéje inspirálta. A dalt a megszokottól eltérően nem közösen, egyszerre vették fel, mivel Szuzuki úgy döntött, hogy külön-külön veszi fel a lábdobot és a pergőt, hogy azok ne mosódjanak egybe, tisztább hangzásuk legyen. A Love Me Do volt az első olyan dal, melyen Ono falzettben énekel. A Morning Sunt először a Neko nanka jondemo konai című élőszereplős film zárófőcím dalaként lehetett hallani, melyet külön a filmhez írtak. Az együttes tagjai a filmet többször is megnézték, a rendezők nézeteit is meghallgatták és ötleteket is kaptak a dalhoz. A dalszövege és a zenéje egy időben készült el, érzelmes hangulata van, melyet mindenképpen úgy akartak megírni, hogy annak „zenekari” hangzása legyen. Zenéjét Szaszazaki, míg dalszövegét Szuzuki írta. Eredetileg Szaszazaki odaadott Szuzukinak egy refrénrészletet, amit ő kiegészített, teljes dallá formált. A szöveg a reggeli nap gyengédsége és erőteljessége köré épül fel. A dal nagyon gördülékenyen született meg. A Sunday Drive a nemrég autót vásárolt Ogava vágyaival van tele. A dal írásakor, 2014 végén ugyan még nem volt autója, azonban a jogosítványának megszerzése arra ösztönözte, hogy egy autóvezetős számot írjon. Ogava elképzelte, ahogy autójával elviszi a barátait a tengerpartra, elképzelte a tájat és a köré építette fel a dalt. A számnak Motown-stílusú üteme van. A Konja va Pizza Partyt szintén Ogava írta, aki a refrénnel körülbelül egy órával azután kész is lett miután elhatározta, hogy egy pizzadalt ír. A Konja va Pizza Party volt az első olyan dal a 2010-ben megjelent Temptation Box soralbumra felkerült Hi-Hi-Hi után, melyen Ogava nem az ujjaival, hanem pengetővel zenél. A dalt a hangulat megteremtéséhez olcsó hangszerekkel és egy Don Quijote áruházból vett kellékekkel vették fel. A szám ska-punk stílusban íródott. A Heaven no kibun dalszöveget Szuzuki írta, aki a „heaven” (mennyország) szó köré akart felépíteni egy dalt. Nem volt benne biztos, hogy miféle számot is kellene szereznie, azonban az első világ körüli turnéjuk után felléptek a 2015-ös ABU TV-s Dalfesztiválon, és arra is lehetőségük nyílt, hogy beszélgessenek a helyi zenészekkel, köztük Burhan Öçallal is. Szuzuki szerint Isztambult olyan keleties, titokzatos érzés lepi el, amiben keverednek az ázsiai és európai kultúrák. Amint visszatértek Japánba ennek hatására Szuzuki akadálymentesen írta meg a dal szövegét, a zenéjét pedig a Nirvana, a Mudhoney és ezekhez hasonló együttesek hatására grunge-osabbra, pszichedelikusabbra vették. Gondolkoztak azon, hogy egy derűs popdalt írnak, azonban „menőbb” hangzásvilágú számot akartak. A Heaven no kibun  stílusával kirí az album többi számával szemben, mellyel Isztambul kellemes „nem odaillő” hangulatát akarták ábrázolni. A Suki-Sukit Szaszazaki szerezte, aki társaival ellentétben imádja a telet. Számára a tél újraindít mindent, mely során erőt gyűjthet a tavaszra és a többi évszakra. Számos ember utálja a telet; Szaszazaki pedig azt akarta a dallal, hogy ők is megszeressék azt. A számot Szaszazaki még nem tekintette befejezettnek, azonban társai ezt nem így látták; rábeszélték, hogy a Suki-Suki is kerüljön fel az albumra. A Love-ot Ogava írta, akinek korábbi szerelmes dalai, így a Kan Beer vagy a Bitter Chocolate miatt a rajongók úgy érezhették, hogy mindig össze van törve a szíve, ezért azt a kihívást állította maga elé, hogy a harmóniáról ír egy dalt. A szám végül egy semleges szerelmes dal lett, melynek középpontjában egy húszas éveikben lévő pár áll, akik ugyan nem szenvedélyes, de mély érzelmeket táplálnak egymás iránt. A szám a zenekar első reggae stílusa dala. A Sisters az album második kislemeze. A zenekar elmondása szerint a dalt olyan közönségnek is előadhatják, aki inkább a rockot kedvelik és olyanoknak is, akik épp ellenkezőleg, hiszen az vegyíti az együttes megszokott pop-rockos hangzásvilágát a dance stílussal. Videóklipje színes és érzelmes, illetve olyan, mintha egy „titkos külföldi fesztiválon” játszódna. A Happy Birthdayt 2014-ben szerezték, miután Szuzuki egy születésnapi számot akart írni. Szuzuki elgondolása szerint a születésnap egy olyan évforduló, ami minden élőlénynek megadatik, így ez egy olyan szám, amiben mindenki a főszereplőnek érezheti magát. Szuzuki a dalszöveget musicalszerűnek írta, amit a tagok között játékosan szétosztottak. A számot zenekar első világ körüli koncertsorozatának japán állomásain is játszották, ugyan akkor még cím nélkül. A Csiiszana honót 2014 júniusa körül írták, miután Szuzuki elgondolkodott azon, hogy egy nap minden élőlény el fog pusztulni. A dalszöveggel azt akarta kifejezni, hogy ugyan számos dolog történhet, azonban ezeken túl kell tenni magunkat, nem szabad feladni az életkedvünket. Miután Szuzuki megmutatta a dalszöveget Szaszazakinak, az rögtön belekezdett a zene megírásába, mivel úgy érezte, hogy a szövegnek még frissen benne kell lennie a gondolataiban. A számnak erőteljes szövege van, ami természetesen hozta ki Szaszazakiból a zenét, amivel még a szöveg elolvasása napján kész is lett. A dalt a Hello World dokumentumfilm zárófőcím dalaként is felhasználták. A szám már a 2014 végén megjelent Hello World soralbumra is felkerülhetett volna, azonban Ono nem vállalata annak felénekelését, mivel úgy érezte, hogy énekesként „fel kell nőnie” hozzá. Az album tizenharmadik, ráadás dala a Your Song angol nyelvű változata. A dal eredeti verziója a Joake no rjúszeigun kislemezen és a Hello World stúdióalbumon is helyet kapott. A japán verzió a nemzetközi rajongók körében is igen népszerűnek bizonyult, ezért született meg az angol nyelvű változat. A dalszöveget az együttes tagjainak egyik amerikai barátja fordította angolra, aki a szavak helyes kiejtésében is segítséget nyújtott, a „yesterday” (tegnap) és általánosságban az „r” hang kiejtése nagy gondot okozott.
A stúdióban az album felvételei során, hogy ne legyen nedvesség a levegőben és ezáltal a hangok kristálytiszták és szárazak legyenek, 18 °C-ra levették a hőmérsékletet. Korábbi lemezeikre jellemző volt a gitáreffektek széles körű használata, azonban a Yellownál ezen változtattak, mivel meg akartak szabadulni az azokkal járó „kémiaiságától”, természetesebb hangzásvilágot akartak elérni.
Az albumra jelentős hatással volt a zenekar első világ körüli turnéja, aminek így nyugatiasabb hangzása lett. A Nirvana Heart-Shaped Box, a Smashing Pumpkins Siva, Carly Rae Jepsen I Really Like You, a One Direction Live While We’re Young, a Mudhoney Suck You Dry, a Foo Fighters My Hero, Cyndi Lauper Girls Just Want to Have Fun, a Judy and Mary Szanpomicsi, Bob Marley No Woman, No Cry, a No Doubt Underneath It All, Phyllis Dillion One Life to Live, a Supremes You Can’t Hurry Love, Pink Fuckin’ Perfect, Macy Gray When I See You, a Bangles In Your Room, illetve a Brilliant Green There Will Be Love There (ai no aru baso) című dalát külön inspirációforrásként emelték ki.

## Kereskedelmi teljesítmény
A Yellow a második helyen debütált a japán Oricon albumlistáján, megjelenésének hetében 29 315 példányt adtak el belőle a szigetországban. Azzal, hogy az album bekerült a legjobb öt közé tovább erősítette az együttes a saját rekordját; ők az Oricon történelmének egyetlen csak nőkből álló hangszeres együttese, melynek debütáló albumuktól kezdve hét egymást követő nagylemezük is a legjobb öt között szerepelt. Második hetében az album a tizenötödik helyre esett vissza és 3 874 példány kelt el belőle. Harmadik hetében a harmincnegyedik helyre esett vissza 1 709 eladott példánnyal. A Yellowból három hét alatt összesen 34 898 példány kelt Japánban. A lemez a második helyen mutatkozott be a Billboard Japan albumlistáján, majd a következő hetekben a tizenötödik és a harmincegyedik helyre csúszott vissza.
Az album a dél-koreai Kaon összesített és nemzetközi albumlistájára is felkerült a ötvenegyedik, illetve az ötödik helyen. Ezek mellett az album szerepelt a svéd (4.), a szingapúri (7.), a thai (10.) és a francia (28.) iTunes Store napi albumlistáján, illetve az amerikai Billboard World Albums (9.) listáján is.

## Kislemezek
A Yellow megjelenése előtt két kislemezt másoltak ki róla. A kiadvány első kislemeze, a Stamp! 2015. július 22-én jelent meg. A kislemez az ötödik helyen mutatkozott be az Oricon heti kislemezlistáján 20 752 példánnyal. A Stamp! a hetedik helyet érte el a Billboard Japan Hot 100-as listáján.
Az album második kislemeze Sisters címmel jelent meg 2015. szeptember 9-én. A zenekar a kiadvány névadó dalával Japán képviseletében a 2015-ös ABU TV-s Dalfesztiválon is fellépett. A lemez a kilencedik helyen mutatkozott be az Oriconon 14 594 eleadott példánnyal, míg a Billboard Japan Hot 100-as listáján a hetedik helyig jutott.
2016. január 30-án, február 10-én, illetve február 23-án promóciós kislemezként jelent meg a Morning Sun, a Suki-Suki és a Love Me Do című dal.

## Számlista
| CD (ESCL-4590 / ESCL-4592 / ESCL-4594) | CD (ESCL-4590 / ESCL-4592 / ESCL-4594)                          | CD (ESCL-4590 / ESCL-4592 / ESCL-4594) | CD (ESCL-4590 / ESCL-4592 / ESCL-4594) | CD (ESCL-4590 / ESCL-4592 / ESCL-4594) | CD (ESCL-4590 / ESCL-4592 / ESCL-4594) | CD (ESCL-4590 / ESCL-4592 / ESCL-4594) | CD (ESCL-4590 / ESCL-4592 / ESCL-4594) | CD (ESCL-4590 / ESCL-4592 / ESCL-4594) | CD (ESCL-4590 / ESCL-4592 / ESCL-4594) |
|                                        | Cím                                                             | Dalszöveg                              | Zene                                   | Hangszerelő                            | Hossz                                  |                                        |                                        |                                        |                                        |
| -------------------------------------- | --------------------------------------------------------------- | -------------------------------------- | -------------------------------------- | -------------------------------------- | -------------------------------------- | -------------------------------------- | -------------------------------------- | -------------------------------------- | -------------------------------------- |
| 1.                                     | Room No.7                                                       | (instrumentális)                       | Mami                                   | Scandal, Siraisi Szatori               | 1:42                                   |                                        |                                        |                                        |                                        |
| 2.                                     | Stamp!                                                          | Mami                                   | Mami                                   | Tamai Kendzsi, Tobinai Maszairo        | 4:25                                   |                                        |                                        |                                        |                                        |
| 3.                                     | Love Me Do                                                      | Mami                                   | Mami                                   | Siraisi Szatori                        | 3:48                                   |                                        |                                        |                                        |                                        |
| 4.                                     | Morning Sun                                                     | Rina                                   | Mami                                   | Siraisi Szatori                        | 4:12                                   |                                        |                                        |                                        |                                        |
| 5.                                     | Sunday Drive                                                    | Tomomi                                 | Scandal                                | Scandal                                | 4:03                                   |                                        |                                        |                                        |                                        |
| 6.                                     | Konja va Pizza Party (今夜はピザパーティー; Ma esti pizzaparti) | Tomomi                                 | Mami                                   | Siraisi Szatori                        | 3:31                                   |                                        |                                        |                                        |                                        |
| 7.                                     | Heaven na kibun (ヘブンな気分; Mennyei érzés)                   | Rina                                   | Mami                                   | Scandal                                | 4:43                                   |                                        |                                        |                                        |                                        |
| 8.                                     | Suki-Suki                                                       | Mami                                   | Mami                                   | Kavagucsi Keita                        | 4:47                                   |                                        |                                        |                                        |                                        |
| 9.                                     | Love                                                            | Tomomi                                 | Tomomi                                 | Siraisi Szatori                        | 4:45                                   |                                        |                                        |                                        |                                        |
| 10.                                    | Sisters                                                         | Rina                                   | Mami                                   | Tamai Kendzsi, Momota Rui              | 4:10                                   |                                        |                                        |                                        |                                        |
| 11.                                    | Happy Birthday                                                  | Rina                                   | Mami                                   | Scandal                                | 3:42                                   |                                        |                                        |                                        |                                        |
| 12.                                    | Csiiszana honó (ちいさなほのお; Kis láng)                       | Rina                                   | Mami                                   | Kavagucsi Keita                        | 4:26                                   |                                        |                                        |                                        |                                        |
| 13.                                    | Your Song (English ver.) (bónuszszám)                           | Scandal                                | Scandal                                | Kavagucsi Keita                        | 3:44                                   |                                        |                                        |                                        |                                        |
| 52:04                                  |                                                                 |                                        |                                        |                                        |                                        |                                        |                                        |                                        |                                        |

| DVD (ESCL-4593) | DVD (ESCL-4593)                               | DVD (ESCL-4593) | DVD (ESCL-4593) | DVD (ESCL-4593) | DVD (ESCL-4593) | DVD (ESCL-4593) | DVD (ESCL-4593) | DVD (ESCL-4593) | DVD (ESCL-4593) |
|                 | Cím                                           | Hossz           |                 |                 |                 |                 |                 |                 |                 |
| --------------- | --------------------------------------------- | --------------- | --------------- | --------------- | --------------- | --------------- | --------------- | --------------- | --------------- |
| 1.              | Yellow Opening Movie: Room No.7               | 1:42            |                 |                 |                 |                 |                 |                 |                 |
| 2.              | Yellow Opening Movie: Room No.7 (Making Clip) | 11:16           |                 |                 |                 |                 |                 |                 |                 |
| 12:58           |                                               |                 |                 |                 |                 |                 |                 |                 |                 |

## Slágerlista-helyezések
| Album                     | Album                           | Album                | Album |
| Ország                    | Toplista                        | Legmagasabb helyezés |       |
| ------------------------- | ------------------------------- | -------------------- | ----- |
| Japán                     | Oricon napi albumlista          | 2                    |       |
| Japán                     | Oricon heti albumlista          | 2                    |       |
| Japán                     | Oricon havi albumlista          | 9                    |       |
| Japán                     | Billboard Japan heti albumlista | 2                    |       |
| Japán                     | iTunes Store napi albumlista    | 1                    |       |
| Japán                     | mora napi albumlista            | 4 (FLAC)             |       |
| Japán                     | mora napi albumlista            | 8 (MP3)              |       |
| Japán                     | mora heti albumlista            | 4 (FLAC)             |       |
| Japán                     | mora heti albumlista            | 10 (MP3)             |       |
| Japán                     | mora havi albumlista            | 15 (FLAC)            |       |
| Japán                     | mora havi albumlista            | 44 (MP3)             |       |
| Japán                     | RecoChoku napi albumlista       | 4                    |       |
| Japán                     | RecoChoku heti albumlista       | 11                   |       |
| Japán                     | RecoChoku havi albumlista       | 39                   |       |
| Dél-Korea                 | Kaon heti albumlista            | 51                   |       |
| Dél-Korea                 | Kaon heti nemzetközi albumlista | 5                    |       |
| Dél-Korea                 | Kaon havi nemzetközi albumlista | 22                   |       |
| Amerikai Egyesült Államok | Billboard World Albums          | 9                    |       |
| Franciaország             | iTunes Store napi albumlista    | 28                   |       |
| Szingapúr                 | iTunes Store napi albumlista    | 7                    |       |
| Svédország                | iTunes Store napi albumlista    | 4                    |       |
| Thaiföld                  | iTunes Store napi albumlista    | 10                   |       |

| Hé | Ke | Sze | Csü | Pé | Szo | Va | Heti helyezés | Eladások | Forrás |
| -- | -- | --- | --- | -- | --- | -- | ------------- | -------- | ------ |
| X  | 2  | 2   | 3   | 2  | 3   | 6  | 2             | 29 315   | [ 51 ] |
| 4  | 25 | 18  | 15  | 12 | 12  | 16 | 15            | 3 874    | [ 52 ] |
| 12 | 37 | 39  | 35  | 35 | 29  | —  | 34            | 1 709    | [ 53 ] |
| 31 | —  | —   | —   | —  | —   | —  | 74            | 1 099    | [ 54 ] |
| —  | —  | —   | —   | —  | —   | —  | 96            | 725      | [ 54 ] |
| —  | —  | —   | —   | —  | —   | —  | 115           | 514      | [ 54 ] |
| —  | —  | —   | —   | —  | —   | —  | 107           | 502      | [ 54 ] |
| —  | —  | —   | —   | —  | —   | —  | 215           | 321      | [ 54 ] |
| —  | —  | —   | —   | —  | —   | —  | 279           | 310      | [ 54 ] |
| —  | —  | —   | —   | —  | —   | —  | 277           | 247      | [ 54 ] |
| —  | —  | —   | —   | —  | —   | —  | 217           | 288      | [ 54 ] |

## Megjelenések
| Régió                     | Dátum             | Formátum               | Katalógusszám | Kiadó     |
| ------------------------- | ----------------- | ---------------------- | --- | --------- |
| Japán                     | 2016. március 2.  | CD, digitális letöltés | ESCL–4590/1 (CD+t-ing) ESCL–4592/3 (CD+DVD) ESCL-4594 (CD/kölcsönzői CD) 4988010074203 (DL, mora) 4988010074371 (24/96 DL, mora) 1079275584 (DL, iTunes) A1004047061 (DL, RecoChoku) | Sony/Epic |
| Japán                     | 2016. március 19. | kölcsönzői CD          | ESCL–4590/1 (CD+t-ing) ESCL–4592/3 (CD+DVD) ESCL-4594 (CD/kölcsönzői CD) 4988010074203 (DL, mora) 4988010074371 (24/96 DL, mora) 1079275584 (DL, iTunes) A1004047061 (DL, RecoChoku) | Sony/Epic |
| Ausztria                  | 2016. március 2.  | digitális letöltés     | 1082859452 (DL, iTunes) | JPU       |
| Belgium                   | 2016. március 2.  | digitális letöltés     | 1082859452 (DL, iTunes) | JPU       |
| Bulgária                  | 2016. március 2.  | digitális letöltés     | 1082859452 (DL, iTunes) | JPU       |
| Ciprus                    | 2016. március 2.  | digitális letöltés     | 1082859452 (DL, iTunes) | JPU       |
| Csehország                | 2016. március 2.  | digitális letöltés     | 1082859452 (DL, iTunes) | JPU       |
| Dánia                     | 2016. március 2.  | digitális letöltés     | 1082859452 (DL, iTunes) | JPU       |
| Egyesült Királyság        | 2016. március 2.  | digitális letöltés     | 1082859452 (DL, iTunes) | JPU       |
| Észak-Írország            | 2016. március 2.  | digitális letöltés     | 1082859452 (DL, iTunes) | JPU       |
| Észtország                | 2016. március 2.  | digitális letöltés     | 1082859452 (DL, iTunes) | JPU       |
| Finnország                | 2016. március 2.  | digitális letöltés     | 1082859452 (DL, iTunes) | JPU       |
| Franciaország             | 2016. március 2.  | digitális letöltés     | 1082859452 (DL, iTunes) | JPU       |
| Görögország               | 2016. március 2.  | digitális letöltés     | 1082859452 (DL, iTunes) | JPU       |
| Lengyelország             | 2016. március 2.  | digitális letöltés     | 1082859452 (DL, iTunes) | JPU       |
| Lettország                | 2016. március 2.  | digitális letöltés     | 1082859452 (DL, iTunes) | JPU       |
| Litvánia                  | 2016. március 2.  | digitális letöltés     | 1082859452 (DL, iTunes) | JPU       |
| Luxemburg                 | 2016. március 2.  | digitális letöltés     | 1082859452 (DL, iTunes) | JPU       |
| Magyarország              | 2016. március 2.  | digitális letöltés     | 1082859452 (DL, iTunes) | JPU       |
| Málta                     | 2016. március 2.  | digitális letöltés     | 1082859452 (DL, iTunes) | JPU       |
| Moldova                   | 2016. március 2.  | digitális letöltés     | 1082859452 (DL, iTunes) | JPU       |
| Németország               | 2016. március 2.  | digitális letöltés     | 1082859452 (DL, iTunes) | JPU       |
| Norvégia                  | 2016. március 2.  | digitális letöltés     | 1082859452 (DL, iTunes) | JPU       |
| Olaszország               | 2016. március 2.  | digitális letöltés     | 1082859452 (DL, iTunes) | JPU       |
| Oroszország               | 2016. március 2.  | digitális letöltés     | 1082859452 (DL, iTunes) | JPU       |
| Örményország              | 2016. március 2.  | digitális letöltés     | 1082859452 (DL, iTunes) | JPU       |
| Hollandia                 | 2016. március 2.  | digitális letöltés     | 1082859452 (DL, iTunes) | JPU       |
| Portugália                | 2016. március 2.  | digitális letöltés     | 1082859452 (DL, iTunes) | JPU       |
| Románia                   | 2016. március 2.  | digitális letöltés     | 1082859452 (DL, iTunes) | JPU       |
| Spanyolország             | 2016. március 2.  | digitális letöltés     | 1082859452 (DL, iTunes) | JPU       |
| Svédország                | 2016. március 2.  | digitális letöltés     | 1082859452 (DL, iTunes) | JPU       |
| Svájc                     | 2016. március 2.  | digitális letöltés     | 1082859452 (DL, iTunes) | JPU       |
| Szlovákia                 | 2016. március 2.  | digitális letöltés     | 1082859452 (DL, iTunes) | JPU       |
| Szlovénia                 | 2016. március 2.  | digitális letöltés     | 1082859452 (DL, iTunes) | JPU       |
| Törökország               | 2016. március 2.  | digitális letöltés     | 1082859452 (DL, iTunes) | JPU       |
| Ukrajna                   | 2016. március 2.  | digitális letöltés     | 1082859452 (DL, iTunes) | JPU       |
| Hongkong                  | 2016. március 4.  | CD, digitális letöltés | 88985305982 (CD+DVD) 1084424266 (DL, iTunes) | Sony/Epic |
| Tajvan                    | 2016. március 4.  | CD, digitális letöltés | 88985305982 (CD+DVD) 1084424266 (DL, iTunes) | Sony/Epic |
| Makaó                     | 2016. március 4.  | digitális letöltés     | 1084424266 (DL, iTunes) | Sony/Epic |
| Szingapúr                 | 2016. március 4.  | digitális letöltés     | 1084424266 (DL, iTunes) | Sony/Epic |
| Malajzia                  | 2016. március 4.  | digitális letöltés     | 1084424266 (DL, iTunes) | Sony/Epic |
| Thaiföld                  | 2016. március 4.  | digitális letöltés     | 1084424266 (DL, iTunes) | Sony/Epic |
| Fülöp-szigetek            | 2016. március 4.  | digitális letöltés     | 1084424266 (DL, iTunes) | Sony/Epic |
| Indonézia                 | 2016. március 4.  | digitális letöltés     | 1084424266 (DL, iTunes) | Sony/Epic |
| India                     | 2016. március 4.  | digitális letöltés     | 1084424266 (DL, iTunes) | Sony/Epic |
| Vietnám                   | 2016. március 4.  | digitális letöltés     | 1084424266 (DL, iTunes) | Sony/Epic |
| Kambodzsa                 | 2016. március 4.  | digitális letöltés     | 1084424266 (DL, iTunes) | Sony/Epic |
| Laosz                     | 2016. március 4.  | digitális letöltés     | 1084424266 (DL, iTunes) | Sony/Epic |
| Srí Lanka                 | 2016. március 4.  | digitális letöltés     | 1084424266 (DL, iTunes) | Sony/Epic |
| Mikronézia                | 2016. március 4.  | digitális letöltés     | 1084424266 (DL, iTunes) | Sony/Epic |
| Nepál                     | 2016. március 4.  | digitális letöltés     | 1084424266 (DL, iTunes) | Sony/Epic |
| Brazília                  | 2016. március 4.  | digitális letöltés     | 1084424266 (DL, iTunes) | Sony/Epic |
| Mexikó                    | 2016. március 4.  | digitális letöltés     | 1084424266 (DL, iTunes) | Sony/Epic |
| Amerikai Egyesült Államok | 2016. március 4.  | digitális letöltés     | 1082095128 (DL, iTunes) | Sony/Epic |
| Kanada                    | 2016. március 4.  | digitális letöltés     | 1082095128 (DL, iTunes) | Sony/Epic |
| Argentína                 | 2016. március 4.  | digitális letöltés     | 1082095128 (DL, iTunes) | Sony/Epic |
| Chile                     | 2016. március 4.  | digitális letöltés     | 1082095128 (DL, iTunes) | Sony/Epic |
| Kolumbia                  | 2016. március 4.  | digitális letöltés     | 1082095128 (DL, iTunes) | Sony/Epic |
| Peru                      | 2016. március 4.  | digitális letöltés     | 1082095128 (DL, iTunes) | Sony/Epic |
| Ausztrália                | 2016. március 4.  | digitális letöltés     | 1082095128 (DL, iTunes) | Sony/Epic |
| Új-Zéland                 | 2016. március 4.  | digitális letöltés     | 1082095128 (DL, iTunes) | Sony/Epic |
| Dél-Korea                 | 2016. március 10. | CD                     | S50460C | Sony/Epic |
| Thaiföld                  | 2016. március 10. | CD                     | 88985303702 | Sony/Epic |
| Malajzia                  | 2016. március 10. | CD                     | 88985303702 | Sony/Epic |
| Európa                    | 2016. március 11. | CD                     | JPU 020 (CD, CD+t-ing) | JPU       |
| Dél-Korea                 | 2016. március 11. | digitális letöltés     | 2672455 (DL, Melon) 535139 (DL, Mnet) 551599 (DL, Bugs) 80798747 (DL, Olleh) 80798747 (DL, Genie) 624091 (DL, Naver)                                                                 | Sony/Epic |
| Indonézia                 | 2016. március 11. | CD                     | 88985303702 | Sony/Epic |